# Jiratice
Jiratice település Csehországban, a Třebíči járásban. Jiratice Radotice, Kostníky, Jemnice és Police településekkel határos. Lakosainak száma 79 fő (2024. január 1.).

## Népesség
A település lakosságának változását az alábbi diagram mutatja:
| Lakosok száma | 111  | 120  | 115  | 101  | 100  | 86   | 74   | 72   | 71   | 79   |
|               | 1869 | 1890 | 1921 | 1950 | 1980 | 2001 | 2017 | 2019 | 2022 | 2024 |